# 鸟黐蛇菰
鸟黐蛇菰（学名：Balanophora tobiracola）为蛇菰科蛇菰属下的一个种。

## 扩展阅读
- 維基物種上的相關：鸟黐蛇菰